# Дискография Джонни Винтера

## Официальныерелизы
- The Progressive Blues Experiment (1968)
- Johnny Winter (1969)
- Second Winter (1969)
- Johnny Winter And (1970)
- Live Johnny Winter And (1971)
- Still Alive and Well (1973)
- Saints & Sinners (1974)
- John Dawson Winter III (1974)
- Captured Live! (1976)
- Together (1976) с Эдгаром Винтером
- Nothin But the Blues (1977)
- White, Hot and Blue (1978)
- Raisin' Cain (1980)
- Guitar Slinger (1984)
- Serious Business (1985)
- Third Degree (1986)
- The Winter of '88 (1988)
- Let Me In (1991)
- Hey, Where’s Your Brother? (1992)
- Scorchin' Blues (1992)
- Live In NYC '97 (1998)
- I’m A Bluesman (2004)
- Roots (2011)
- Step Back (2014)

## Всерелизыв алфавитном порядке
- About Blues: сборник записей 1960—1968
- Albino Kangaroo: Johnny Winter с Peter Kaukonen и Jimmy Gillen
- Alive and Well in Toronto: запись концерта 24(25?) апреля 1973 года на Maple Leaf Gardens в Торонто
- Alone Star Kind of Day: сборник записей 1962—1989
- And: официальный релиз, достиг номера 154 в Биллборде
- And And Live: двойной LP содержащий «Johnny Winter And» и «Johnny Winter And Live»
- And Live: концертный официальный релиз
- And Live — Bath Festival: запись концерта 27 июня 1970 года
- And — Live Davenport 1971: запись концерта в Дэвенпорте в 1970 году.
- Anthology: сборник записей 80-х годов
- Austin Texas: представляет собой переиздание «The Progressive Blues Experiment»
- Barcelona Boogie: Definitely one of Johnny Winter’s best performances, recorded 1970 *Barcelona: запись концерта в Барселоне в 1970 году.
- Before The Storm: сборник записей 1960—1968
- Best Of Live: запись разных концертов в Хьюстоне в 1968-69 и 1978
- Better Live: концерт ???
- Better Live Than Never: содержит другие версии «Live in Houston, busted in Austin» и «Walking by Myself».
- Birds Cant Row Boats: сборник записей 1965—1968
- Black Jack: запись концерта в Toad’s Place, New Haven, Connecticut 20 декабря 1991 года
- Blues and Tattoos: запись концерта в Центральном парке Нью-Йорка 27 июля 1980 года
- Blues in A Box: бюджетный вариант трехдискового релиза «Blues in a Box», содержащий редкие студийные записи за период с 1959—1969 годов и 1984-85 годов, и ранее не издававшийся концертный материал.
- Blues Lives Here: запись концерта в Гамбурге, в 1979 году.
- Blues to the Bone: запись от 17 мая 1967 года, сделана на «Gold star recording studio» в Хьюстоне.
- Blue Suede Shoes: сборник записей 1960—1968
- Broke and Lonely: сборник записей 70-х годов
- Cant Loose the Blues: запись концерта в Ventura Concert Theatre, 1991 год.
- Captured Live: записан на «Swing Auditorium San Diego Sports Arena Oakland Coliseum» в 1976 году
- City Park 1975: запись концерта в городском парке Нового Орлеана 7 июня 1975 года
- Collection, The: сборник
- Commander: сборник CD, с записями 60-х, распространялся только в Европе
- Crying The Blues (Willie Dixon & Johnny Winter (with the Chicago All-Stars)): запись концерта в Liberty Hall Хьюстоне, 9 мая 1971 года.
- Dervish Blues: записан также, как «Captured Live»
- Discussing Together: Джонни и Едгар Винтеры
- Early Heat: сборник записей 1960—1968
- Early Times: сборник записей 1960—1968 с иным фото на обложке.
- Early Winter: сборник записей 1960—1968
- Early Winter / Johnny Winter: сборник записей 1960—1968
- Ease My Pain: сборник записей 1960—1968
- Electric Blues Man: сборник записей 1960—1968
- Essentials 1960—1967: сборник из двух CD за период 1960—1967 годы.
- Eternally / The Johnny Winter Story Vol. 2: сборник записей 1960—1968
- Evening of the Blues: концерт Джонни Винтера с Мадди Уотерсом записан в Palladium 4 марта 1977 года.
- First Album, The: повторный выпуск «Johnny Winter’s Black Album»
- First Winter: сборник записей 1960—1968
- Five After Four Am: сборник записей 1960—1968
- Gangster of Love: есть два альбома с одинаковым названием, один выпущен под маркой *Collectables, а второй выпущен Trace Trading в 1992 году и последний также известен, как «The World of Johnny Winter»
- Golden Days of Rock and Roll: сборник записей 70-80-х
- Got My Voodoo Working — The Johnny Winter Story Vol. 3: сборник записей 1960—1968
- Guitar Slinger: выпущен в 1984 году и номинирован на Грэмми.
- Hey Where is Your Brother.
- History Of The Blues: записан 15 ноября 1978 в Opry House в Хьюстоне
- Hot: записан 1 августа 1959 в Hollywood Bowl.
- Houston Sessions
- How to play Blues!: записан 8 сентября 1978 года в My Father’s Place
- I’m a Bluesman: выпущен в 2004 году и номинирован на Грэмми.
- It’s Only Blues… but I like it: запись 1986 года
- Jack Daniels Kind of Day: сборник записей 1960—1968
- John Dawson Winter III
- Johnny B Good: запись концерта в Рослине в 1980 году
- Johnny B Goode: сборник записей 1960—1968
- Johnny Be Goode: запись концерта в Эссене в 1984 году
- Johnny Winter: также известен как «Black Album», первый официальный альбом
- Johnny Winter Story '69-'76: двойной LP, содержит записи 70-80-х.
- Johnny Winter Story: сборник записей 1960—1968
- Last Days of the Firebird Shows (At Wolfgangs): запись концерта 9 января 1984 года
- Last Night of the Legends: запись концерта 27 февраля 1983 года в Palladium
- Leavin' Blues: сборник записей 1960—1968
- Leavin Blues: запись концерта в Эссене в 1979 году
- Let Me In
- Liberty Hall Sessions: запись концерта в Liberty hall, Хьюстон между 1966—1969 годами
- Live in Essen 1979: этот альбом издан как минимум на четырех релизах.
- Live In Germany: запись концерта в Штутгарте в 1984 году
- Live Hollywood: запись концерта в Palladium, 1973 год
- Live In Houston: запись концерта в Хьюстоне с Пэт Раш.
- Live In Houston Busted in Austin
- Live at Maple Leaf Gardens: запись концерта в Maple Leaf Gardens в Торонто в 1975 *году
- Live at the Mural Amphitheater, Seattle 1989: запись концерта в Сиэтле 4 сентября *1989 года, Bumbershoot Mural Amphitheatre
- Live In NYC: запись концертов 14 и 16 апреля 1997 года на Bottom Line, Нью-Йорк
- Live at the Tower Theatre 1977: запись концерта вместе с Мадди *Уотерсом и его группой в Tower Theater Upper Darby 6 марта 1977 года
- Live at the Warfield 1991: запись концерта в The Warfield Theatre, Сан-Франциско 16 ноября 1991 года
- Living in the Blues: возможно записан в середине 60-х
- Livin in the Blues: сборник записей 1960—1968
- Living Legends: запись концерта 22 ноября 1991 года, Vic Theater, Чикаго
- Mad Albino: запись концерта во Франкфурте 1986 год.
- Masters: двойной CD, 1998 год.
- Memories of Garner State Park:
- Midsummer Blizzard: запись концерта в Монтрё, 1984 год.
- Mojo Boogie: запись концерта 13 декабря 1991 года, Paradise Ballroom, Бостон.
- Mr White Blues
- Night Rider: сборник записей 1960—1968
- Nothing But The Blues
- No Time To Live: сборник записей 70-х годов
- Plays Beacon Theater: концерт в Plays Beacon Theater в 1975 году
- Play The Olympic Auditorium: запись концерта 7 марта 1970 года в The Olympic Auditorium Лос-Анджелесе.
- Please Come Home For Christmas
- Progressive Blues Experiment:
- Raised On Rock: сборник записей 70-х годов
- Raisin Cain
- Raw to the Bone: выпущен в 1992 году, записан с Кэлвином Джонсоном.
- Ready for Winter: сборник записей 1960—1968
- Red House: запись концерта в Стокгольме в1983 году
- Return of Johnny Guitar: сборник работ за время записей под лейблом Alligator.
- RoadRunner: сборник записей 1960—1968
- Rock and Roll Collection
- Rock and Roll Hoochie Koo: запись концерта в Стокгольме в1971 году
- Rock and Roll People: сборник записей 70-х годов
- Rock Pop Legend
- Saints and Sinners
- Same Odd Story: запись концерта в Alte Oper, Франкфурт, 20 октября 1983 года
- School Day Blues: сборник записей 1960—1968
- Scorchin Blues
- Second Winter: официальный релиз, достиг номера 55 в Биллборде
- Secret Jam: трибьют Мадди Уотерса, записан в Lone Star Café Нью-Йорк, вместе с Canned Heat, Джоном Майалом и Вальтером Трутом.
- Serious Business
- Sideman: сборник ранних записей начала 60-х
- Sound the Bell: запись концерта 25 июля 1987 на Little Rock Blues Festival, Литтл-Рок
- Still Alive and Well
- Still Blues After All These Years: запись концертов в Чикаго 1990—1991
- Super Golden Radio Shows: этот альбом издан как минимум на четырех релизах.
- Tattoos and Blues
- Texas Blues: сборник ранних записей начала 60-х
- Texas International: запись концерта 1969 год на Dallas and Texas International Pop Festivals
- Texas Opry: запись концерта в Opry House, 1978
- Texas Tornado: сборник записей 1960—1968
- Texas Twister, The: запись концерта в Toad’s Place New Haven, 1 февраля 1979 года
- Third Degree
- Time: запись концерта Франкфурте, ноябрь 1974 года
- Together: запись совместного выступления Джонни и Эдгара Винтер
- Twilight Zone: запись концерта 26 ноября 1983 года в Twilight Zone club, Нью-Хэвен
- V-8 Ford Blues: запись концерта 10 апреля 1980 года в My Fathers Place
- Very Best Of Johnny Winter Vol. 1: сборник за период работы с Columbia records
- Vintage Tracks: сборник записей 1960—1968
- Walkin by Myself Released: запись концерта 7 августа 1977 в Calderone Theatre в Хэмпстеде
- Whiskey Au Go Go: запись концерта 14 декабря 1978 года в Whiskey Au Go Go, Лос-Анджелес
- White Alien Turns Black: подарочное издание, состоящее из «Still Blues After All These Years» и «Whole Lotta Love»
- White Gold Blues: сборник записей 1960—1968
- White Heat: сборник записей 60-70-х
- White Hot and Blue Johnny Winter’s: официальный релиз, достиг номера 141 в Биллборде
- White Hot Blues: сборник записей 70-х годов
- White Lightning Recorded: запись концерта 1 сентября 1969 на Texas International Pop Festival
- White Lightning: запись концерта в Aragon Ballroom в 1970 году
- Whole Lotta Love: запись концерта в Бостоне в 1978 году
- Winter/69: записи выступлений в течение 1969 года на Fillmire West, Allison, Wisconsin and Denver Pop Festival.
- Winter Blues: сборник ранних записей.
- Winter Heat: сборник записей 1960—1968
- Winter Of 88
- Winter’s On Fire (1983)
- Winter Scene, The: сборник записей 1960—1968
- Wintertime in New York 1980: запись концерта в Нью-Йорке, записанного в июле 1980 года в Центральном парке.
- Woodstock Revival: запись выступления в Вудстоке в 1979